# Оулафур Ингји Скуласон
Олафур Ингји Скуласон (исл. Ólafur Ingi Skúlason‎‎; Рејкјавик, 1. април 1983) професионални је исландски фудбалер који примарно игра  у средини терена на позицији дефанзивног везног играча.

## Клупска каријера
Олафур је рођен у Рејкјавику, главном гарду Исланда, где је и почео да се бави фудбалом. Као професионалац дебитовао је у редовима екипе Филкјира одакле је након две сезоне прешао у лондонски Арсенал. У Арсеналу није добијао прилику да заигра у првом тиму, а наступао је углавном у куп утакмицама и на припремним турнирима. Као играч Арсенала позајмљен је матичном Филкјиру током сезоне 2003. у којој је проглашен за најбољег младог играча исландске лиге. 
По одласку из Арсенала играо је у бројним клубовима у Енглеској, Шведској, Данској, Белгији и Турској, а у јулу 2018. вратио се у матични Филкјир са којим је потписао једногодишњи уговор.  

## Репрезентативна каријера
За сениорску репрезентацију Исланда дебитовао је 19. новембра 2003. у пријатељској утакмици са селекцијом Мексика.
Селектор Хејмир Халгримсон уврстио га је на списак играча за Светско првенство 2018. у Русији, где није наступио ни у јдној од три утамице у групи Д.

### Голови за репрезентацију
| №  | Датум              | Место     | Ривал   | Гол. | Рез. | Такмичење            |
| -- | ------------------ | --------- | ------- | ---- | ---- | -------------------- |
| 1. | 9. септембар 2009. | Рејкјавик | Грузија | 2:0  | 3:1  | Пријатељска утакмица |